# Eidalcamenes brevipennis
Eidalcamenes brevipennis är en insektsart som först beskrevs av Giglio-tos 1900.  Eidalcamenes brevipennis ingår i släktet Eidalcamenes och familjen Romaleidae. Inga underarter finns listade i Catalogue of Life.